# آق‌کوینک
آق‌کوینک (به لاتین: Ağköynək) یک منطقه مسکونی در جمهوری آذربایجان است که در شهرستان قزاق واقع شده است. آق‌کوینک ۳۲۷۲ نفر جمعیت دارد.